# 16 Lacertae
16 Lacertae, som är stjärnans Flamsteed-beteckning, är en trippelstjärna belägen i den mellersta delen av stjärnbilden Ödlan, som också har variabelbeteckningen EN Lacertae. Den har en högsta skenbar magnitud på ca 5,59 och är svagt synlig för blotta ögat där ljusföroreningar ej förekommer. Baserat på parallax enligt Gaia Data Release 2 på ca 2,1 mas, beräknas den befinna sig på ett avstånd på ca 1 580 ljusår (ca 450 parsek) från solen. Den rör sig närmare solen med en heliocentrisk radialhastighet av ca -12 km/s.

## Egenskaper
Primärstjärnan 16 Lacertae A är en blå till vit underjättestjärna av spektralklass B2 IV. Den har en massa som är ca 9,5 solmassor, en radie som är ca 5,6 solradier och utsänder ca 7 800 gånger mera energi än solen från dess fotosfär vid en effektiv temperatur av ca 23 000 K.
16 Lacertae är en Beta Cephei-variabel och en förmörkelsevariabel av Algol-typ (BCEP+EA), som varierar mellan visuell magnitud +5,58 och 5,66 med perioden 12,09684 dygn.
Den ljusare stjärnans dubbelnatur upptäcktes 1910 av astronomen Oliver J. Lee vid Yerkes Observatory. Den första följeslagaren publicerades av Otto Struve och Nicholay T. Bobrovnikov 1925. Den är en enkelsidig spektroskopisk dubbelstjärna med en omloppsperiod på 12,1 dygn och en liten excentricitet på 0,05. Den bildar en förmörkelsevariabel, även om bara primärstjärnans förmörkelse har observerats. Konstellationen är en Beta Cephei-variabel med tre dominerande pulsationslägen med frekvenser på cirka sex per dygn, där den osedda följeslagaren är en stjärna av spektralklass F6–7, medan den tredje komponenten är en stjärna av magnitud 11,4 med spektralklass av F0. År 2008 placerades den senare i en vinkelseparation av 27,6 bågsekunder från primärstjärnan.